# Juan de Echáuz y Velasco
Juan de Echáuz y Velasco (Calahorra de la La Rioja española, España, 18 de septiembre de 1583-f. después de 1631) fue un militar español que ocupó el cargo de  gobernador de Costa Rica desde 1624 hasta 1630. 

## Datos familiares
Juan de Echáuz y Velasco había nacido entre enero y el 18 de septiembre de 1583 en la ciudad de Calahorra, dentro de Castilla la Vieja que formaba parte de la Corona española.
Fue hijo de Francisco de Echáuz y Frías Salazar y Ambrosia de Velasco Vallejo y Salcedo, miembros de las familias más distinguidas de Calahorra. 

## Carrera militar
Ingresó en la Orden de San Juan de Jerusalén, la llamada Orden de Malta, como caballero, y llegó a tener el título de frey. Sirvió 16 años en los ejércitos reales, principalmente en Malta, Levante, Berbería y Flandes. En 1604 participó en la toma del estrecho a las órdenes del marqués de Santa Cruz.

## Gobernador de Costa Rica
El 9 de mayo de 1622, cuando era capitán de una compañía de arcabuceros en la Armada del estrecho, el rey Felipe IV lo nombró gobernador de la provincia de Costa Rica, cargo del que tomó posesión el 31 de diciembre de 1624. Con él viajaron a Costa Rica su sobrino Juan de Soria y tres criados, entre ellos Bartolomé de Enciso Hita. 
Le correspondió efectuar el juicio de residencia de su antecesor, Alonso del Castillo y Guzmán. 
El 28 de abril de 1629 dirigió un extenso informe al rey sobre la conveniencia de agregar la provincia de Costa Rica a la jurisdicción de la Real Audiencia de Panamá.
En ese mismo año envió al capitán Celidón de Morales a someter a los indígenas bruncas o borucas, que asaltaban a los viajeros que transitaban por el camino de mulas a Panamá. Morales, con algunos españoles e indígenas amigos, fue a Boruca, redujo a los indígenas y los asentó en dos pueblos a los que llamó San Diego de Acuña y San Juan de Calahorra, con iglesias y casas de cabildo.
Nombró alcaldes y regidores en ambos pueblos y regaló algunas reses a los indígenas. Durante la administración de Echáuz y Velasco también se emprendió el sometimiento de los indígenas botos.
Ejerció el mando de la provincia hasta septiembre de 1630, cuando fue reemplazado por el sargento mayor Juan de Villalta.